# دونكان لورنس
دونكان لورنس (بالهولندية: Duncan Laurence)‏ هو موسيقي ومغني هولندي، ولد في 11 أبريل 1994 في سبايكينيسه في هولندا.

## وصلات خارجية
- دونكان لورنس على موقع IMDb (الإنجليزية)
- دونكان لورنس على موقع ميوزك برينز (الإنجليزية)
- دونكان لورنس على موقع أول ميوزيك (الإنجليزية)
- دونكان لورنس على موقع ديسكوغز (الإنجليزية)
- دونكان لورنس على موقع قاعدة بيانات الفيلم (الإنجليزية)

- الموقع الرسمي